# Носович, Иван Иванович
Иван Иванович Носович (26 сентября (7 октября) 1788, Грязивец, Российская империя — 25 июля (6 августа) 1877) — этнограф, фольклорист и лексикограф белорусского происхождения. Представитель общественно-политического течения «западноруссизм».

## Биография
Иван Носович родился в семье белорусского священника в деревне Грязивец Могилёвской губернии (ныне Чаусский район Могилёвской области Республики Беларусь). Получил образование в Могилёвской семинарии, работал преподавателем в духовных и дворянских училищах разных городов Западного края. В 1844 году вышел в отставку и поселился в городе Мстиславль. С 50-х годов XIX века начали печататься труды Носовича по этнографии — в 1870 году в Санкт-Петербурге был издан «Словарь белорусского наречия», над которым Носович трудился 30 лет, и который получил высокую оценку со стороны именитых филологов, таких как И. И. Срезневский и А. Ф. Бычков. Затем были изданы «Сборник белорусских пословиц» в двух томах (1867 и 1869 года) и «Сборник белорусских песен» (1873 год). Этнографические работы Носовича не имели аналогов на тот момент, и по сей день остаются ценным материалом для исследователей.

## Труды
- Об ответном послании российских архиереев к сорбонским епископам // Могил. губ. вед. — 1848. — № 17, 18, 20, 21, 23-27.
- Белорусские пословицы и поговорки Архивная копия от 8 мая 2021 на Wayback Machine, 1852, Известия Имп. АН по ОРЯС т.1 с.34-79.
- Объяснение к белорусским пословицам и поговоркам, 1852, Известия Имп. АН по ОРЯС т. 1. — с.103-107.
- Переложение начальных 23 псалмов пророка Давида в русские стихи. СПб., 1865. 40 с.
- Псаломские песни, переложенные в стихотворную русскую речь н. с. и кавалером Иваном Носовичем, СПб., 1866. — 40 с.
- О борьбе истинного благочестия с суеверием и заблуждениями во времена ветхозаветной церкви, или исторический очерк внутренней жизни иудеев, извлеченный из книг священного писания названым советников и кавалером Иваном Носовичем, СПб.: Тип. В.Безобразова и К, 1867. 104 с.
- Сборник Белорусских пословиц, составленный членом-сотрудником И. И. Носовичем // Записки Императорского Русского географического общества. По отделению этнографии, 1867. т. 1. // СПб.: Рус. геогр. об-во, 1866. — с. 251—482.
- Белорусские пословицы и загадки (доп. к сборнику белорусских пословиц, помещённому в т. 1 «Записок Российского географического общества по Отделению этнографии»), Записки Императорского Русского географического общества. По отделению этнографии, 1869, т.2. // СПб.: Тип. Майкова, 1868. — 19 с.
- Ответное послание российских архипастырей к богословам Сорбонской Парижской академии по вопросу о соединении российской православной церкви с римской католическою, СПб.: Тип. Духовного журнала «Странник», 1869. — 14 с.
- Псаломские песни, или Сто пятьдесят псалмов псалтыри Давида, пророка и царя, переложенных в русскую стихотворную речь н. с. и кавалером И.Носовичем, СПб., 1869. VIII. — 265 с.
- Словарь белорусского наречия, 1870, СПб.: ОРЯС Имп. АН, 756 с. // 1983, Мінск: БелСЭ, 756 с. Ч. I. Архивная копия от 3 декабря 2009 на Wayback Machine, Ч. II.
- Белорусские песни, собранные И. И. Носовичем Архивная копия от 29 апреля 2018 на Wayback Machine. Записки Императорского Русского географического общества. По отделению этнографии. СПб., 1873, Т. V, — с. 45-280 // СПб.: Тип. Майкова, 1874. — 236 с.
- Сборник Белорусских пословиц. Записки Императорского Русского географического общества. По отделению этнографии. Сб. ОРЯС Имп. АН. т. ХІІ. № 2, СПб. Тип. Имп. АН, 1874, VI. — 232 с.
- О значении Всепьянейшего собора, учреждённого Петром Великим, Записки Имп. АН., 1875, т.25. // СПб.: Тип. Имп. АН, 1875. — 6 с.
- Дополнение к белорусскому словарю. Слова, извлечённые из составленной им рукописи собрания белорусских песен и сказок, Сб. ОРЯС. т. 21, № 6, с. 1-22, СПб., 1881. — 22 с.
- Воспоминания моей жизни: [Записки языковеда и фольклориста], Нёман, 1997, № 2, с. 175—243; № 3. с. 179—239; № 4. — с. 194—254.

## Память
- Имя Ивана Носовича присвоено одной из улиц Могилёва (бел. вуліца Іва́на Насо́віча; рус. улица Ива́на Носо́вича)[3].